# Skopelos
Skopelos (tiếng Hy Lạp: ?) là một khu tự quản ở vùng Thessalía, Hy Lạp. Khu tự quản Skopelos có diện tích 96 km², dân số theo điều tra ngày 18 tháng 3 năm 2001 là 4706 người.